# Ruth May

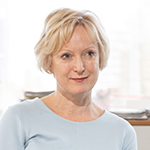
Ruth May (2020)

Dame Ruth Rosemarie Beverley, DBE (* 1. Juni 1967 in Wales), beruflich bekannt als Ruth May, ist eine britische Krankenschwester. Seit 2019 ist sie Chief Nursing Officer (CNO) für England und leitende/nationale Direktorin bei NHS England und NHS Improvement, wo sie auch als nationale Direktorin für Infektionsprävention und -kontrolle zuständig ist.

## Werdegang
May begann ihre berufliche Laufbahn mit verschiedenen Aufgaben in der Krankenpflege, bevor sie OP-Schwester am Frimley Park Hospital in Surrey wurde. Anschließend war sie stellvertretende Pflegedirektorin am Barnet Hospital in London, bevor sie zur hauptamtlichen Pflegedirektorin und stellvertretenden Geschäftsführerin des Havering Primary Care Trust im Nordosten Londons ernannt wurde.
Im Oktober 2005 wurde May Chief Executive des Queen Elizabeth Hospital, King’s Lynn, ein Amt, das sie zwei Jahre lang innehatte. Außerdem war sie Chief Executive des Mid-Essex Hospital Services NHS Trust. Von 2015 bis 2016 arbeitete sie außerdem als Director of Nursing bei Monitor. Von April 2016 bis 2019 war sie als Executive Director of Nursing bei NHS Improvement tätig.
Sie wurde am 7. Januar 2019 zum Chief Nursing Officer (CNO) für England ernannt und trat damit die Nachfolge von Jane Cummings an. Ihre Rolle rückte während der COVID-19-Pandemie ins Licht der Öffentlichkeit. In der Anfangsphase der Pandemie sah sie sich veranlasst, ein Ende des Missbrauchs von Krankenschwestern durch Patienten zu fordern. In einem Interview appellierte sie an die Öffentlichkeit, dem medizinischen Personal des NHS gegenüber freundlich zu sein als Reaktion darauf, dass Pflegepersonal während der Arbeit bespuckt wurde.
Sie leitet die NHS-Kampagne „Stop the Pressure“ zur Verringerung des Auftretens von Druckgeschwüren bei stationären Krankenhauspatienten.

## Ehrungen und Auszeichnungen
May erhielt 2009 die Ehrendoktorwürde der Anglia Ruskin University, 2016 der University of Suffolk und 2019 die Ehrendoktorwürde der Coventry University für ihren Beitrag als nationale „Führungspersönlichkeit in der Pflege“. Im Jahr 2020 wurde sie zum Fellow des Queen’s Nursing Institute ernannt.
Für ihre Verdienste um die Krankenpflege, das Hebammenwesen und den NHS wurde sie im Rahmen der Ehrungen zum Geburtstag 2022 zur Dame Commander of the Order of the British Empire (DBE) ernannt.

## Privatleben
Sie wurde in Wales geboren, hat aber die meiste Zeit des 21. Jahrhunderts in der Nähe von Colchester, Essex, gelebt. Sie hat eine Tochter, die zum Zeitpunkt von Mays Ernennung zur CNO acht Jahre alt war.